# Station Sterławki Wielkie
Station Sterławki Wielkie is een spoorwegstation in de Poolse plaats Sterławki Wielkie.